# Fuenteheridos
Fuenteheridos er en by og kommune i det sydvestlige Spanien i provinsen Huelva. Den har et indbyggertal på 814 (2024) indbyggere.